# Franz Leopold von Nádasdy

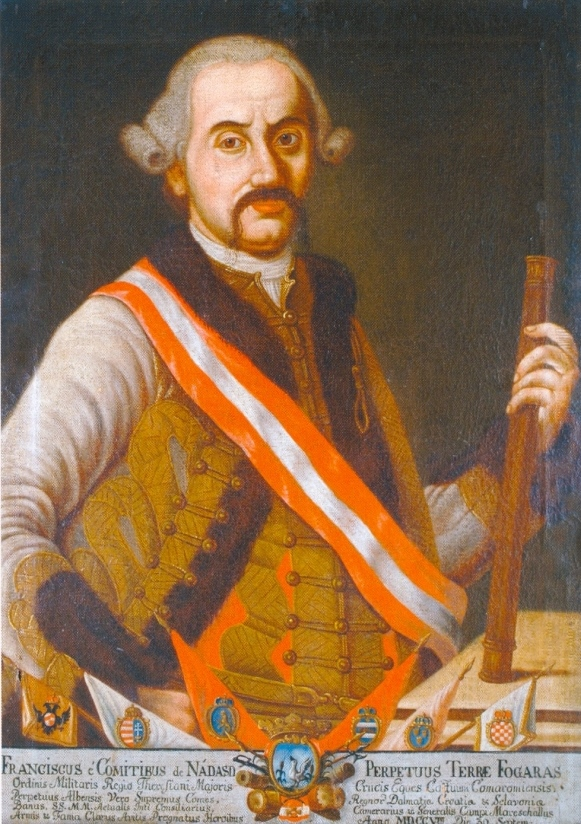
Franz Leopold von Nádasdy

Franz Leopold Graf Nádasdy von Nádasd und Fogarasföld (* 30. September 1708 in Radkersburg; † 22. März 1783 in Karlstadt, heute Karlovac) war ein österreichischer Feldmarschall und Ban von Kroatien.

## Leben
Nádasdy entstammt einem ungarischen Adelsgeschlecht. Seine Eltern waren der Graf Franz von Nádasdy (* 1680; † 1777) und dessen dritter Ehefrau die Gräfine Rosa von Schrattenbach.
Er trat 1727 der Kaiserlichen Armee bei und diente im Heer des römisch-deutschen Kaisers. Bekannt wurde der General durch seine Erfolge im Österreichischen Erbfolgekrieg bei Neuhaus (1741) in Böhmen, der Schlacht bei Tschaslau (1742), Braunau (1743) und Soor (1745). Im Jahre 1746 nahm er Piacenza ein. 
1754 stieg er zum General der Kavallerie auf, 1756 wurde Nádasdy zum Ban von Kroatien ernannt, dieses Amt hatte er bis zu seinem Tode inne. Als im selben Jahr der Siebenjährige Krieg ausbrach, führte Nádasdy seine Truppenteile erfolgreich in den Schlachten bei Kolin, woraufhin ihm das Großkreuz des Maria-Theresien-Ordens verliehen wurde, und Moys. Am 12. November 1757 eroberte er Schweidnitz. Nach der verlorenen Schlacht von Leuthen (1757) schied General Nádasdy aus dem Militärdienst. 
1758 erhob ihn Maria Theresia zum Feldmarschall der Kaiserlichen Armee. Nádasdy kehrte nach Kroatien zurück und reformierte den Grenzschutz auf dem Balkan.

## Familie
Nádasdy war zwei Mal verheiratet. Seine erste Frau wurde am  3. Februar 1745 die Gräfin Maria Maximiliana von Rottal (* 29. Februar 1721; † 28. Juli 1756). Das Paar hatte mehrere Kinder:
- Barbara (* 25. Dezember 1750; † 24. März 1811) ⚭ Graf Ludwig von Erdödy († 22. September 1777)
- Thomas (* 13. August 1749; † 20. März 1800)

⚭ Freiin Maria Vincenzia von Kaltschmidt (* 16. Januar 1768; † 1. Juli 1789)
⚭ Gräfin Josepha von Lichtenberg (* 19. März 1765; † 20. Mai 1832)
- Franz (* 24. Juli 1745; † 25. März 1802)

⚭ Gräfin Cecilia von Erdödy (* 2. April 1748; † 8. Juli 1769)
⚭ Gräfin Maria Theresia von Aichpichl
Nach dem Tod seiner ersten Frau heiratete er am 15. Februar 1759 die Freiin Maria Susanna von Malatinsky (* 17. November 1717; † 20. März 1786), Witwe des Generals Graf Joseph Draskovich. Die Ehe blieb kinderlos.

## Rezeption
Durch die kaiserliche Entschließung von Franz Joseph I. vom 28. Februar 1863 wurde Franz Graf Nádasdy in die Liste der berühmtesten, zur immerwährenden Nacheiferung würdiger Kriegsfürsten und Feldherren Österreichs aufgenommen, zu deren Ehren und Andenken auch eine lebensgroße Statue in der Feldherrenhalle des damals neu errichteten k.k. Hofwaffenmuseums (heute: Heeresgeschichtliches Museum Wien) errichtet wurde. Die Statue wurde 1866 vom Bildhauer József Engel aus Carrara-Marmor geschaffen, gewidmet wurde sie von den Nachkommen des Grafen.